# Adil Aouchiche
Pour les articles homonymes, voir Aouchiche.
Adil Aouchiche, né le 15 juillet 2002 au Blanc-Mesnil en France, est un footballeur français qui évolue au poste de milieu offensif à l'Aberdeen FC, en prêt du Sunderland AFC. Il possède également la nationalité algérienne.

## Biographie

### En club

#### Paris Saint-Germain (2014-2020)
Passé par plusieurs clubs franciliens, à Mitry-Mory puis Tremblay-en-France, il arrive au Paris Saint-Germain en 2014.
Évoluant Initialement comme milieu relayeur voir sentinelle, il est replacé plus haut, en soutien de l'attaque par Thiago Motta, son entraîneur avec les moins de 19 ans parisiens en 2018-2019.
À la suite d'une présaison réussie, notamment lors des matchs amicaux, Adil Aouchiche fait ses débuts professionnels avec le club de la capitale en Ligue 1 contre Metz le 30 août 2019. Il joue comme titulaire lors de cette victoire deux buts à zéro du club parisien à l'extérieur. Il devient à cette occasion le plus jeune joueur de tous les temps du PSG à débuter en Ligue 1.
Le 5 janvier 2020 il connait sa première titularisation en Coupe de France face à Linas-Montlhéry. Lors de ce match il inscrit son premier but en professionnel à la 30e minute de jeu et contribue à la large victoire 6-0 des siens face à l'équipe de Régionale 1. Il devient ainsi à 17 ans et 5 mois le plus jeune buteur du PSG en Coupe de France.

#### AS Saint-Étienne (2020-2022)
Le 20 juillet 2020, il signe son premier contrat professionnel avec l'AS Saint-Étienne pour une durée de trois saisons. Il joue son premier match officiel sous ses nouvelles couleurs lors de la deuxième journée de la saison 2020-2021 de Ligue 1 face au FC Lorient. Il est titularisé par Claude Puel lors de cette rencontre qui se solde par la victoire des Verts (2-0). Il inscrit son premier but pour son nouveau club le 20 septembre face au FC Nantes, ouvrant le score sur une passe décisive d'Yvan Neyou. Son équipe fait finalement match nul ce jour-là (2-2). Il marque son deuxième but de la saison contre l'OGC Nice, ce qui n'évitera pas la défaite des siens 1-3. Après la relegation de l'ASSE en Ligue 2. Dans les dernières heures du mercato estival, le club stéphanois décide de le libérer de son contrat ainsi que l'un des plus gros salaire du club auquel il devait jusqu'en 2023.

#### FC Lorient puis direction l'Outre manche (depuis 2022)
Après la résiliation de son contrat avec Saint-Etienne, il signe un contrat de quatre ans avec le FC Lorient.
Au début du mois de septembre 2023, après treize matchs (dont trois titularisations) avec les Merlus, il signe avec le Sunderland AFC, évoluant en deuxième division anglaise, pour une durée de cinq saisons.
Après un premier prêt au Portsmouth FC en deuxième partie de saison 2024-2025, il est de nouveau prêté pour la saison suivante à l'Aberdeen FC en Écosse.

### En sélection nationale
En équipe de France, il participe au championnat d'Europe des moins de 17 ans 2019, tournoi où la France atteint les demi-finales.
En octobre et novembre 2019, il est sélectionné pour la Coupe du monde des moins de 17 ans au Brésil. L'équipe de France écrase l'Espagne en quart de finale (6-1) avant d'être battus par le Brésil — futur vainqueur de la compétition — en demi-finale. La France se classe finalement troisième du mondial, en battant les Pays-Bas lors de la petite finale. Adil Aouchiche figure dans l'équipe-type de la compétition du magazine France Football.
Également éligible avec la sélection algérienne, Adil Aouchiche affirme néanmoins viser l'équipe de France A : « Aller chez les Bleus, c'est aussi un rêve. Là, je suis en équipe de France de jeunes, et cela me pousse forcément pour aller en A ».

## Statistiques
| Saison                | Club                  | Championnat           | Championnat | Championnat | Championnat | Coupe nationale | Coupe nationale | Coupe nationale | Coupe de la Ligue | Coupe de la Ligue | Coupe de la Ligue | Compétition(s) continentale(s) | Compétition(s) continentale(s) | Compétition(s) continentale(s) | Compétition(s) continentale(s) | Autres compétitions | Autres compétitions | Autres compétitions | Autres compétitions | Total | Total | Total |
| Saison                | Club                  | Division              | M.          | B.          | P.d.        | M.              | B.              | P.d.            | M.                | B.                | P.d.              | Comp.                          | M.                             | B.                             | P.d.                           | Comp.               | M.                  | B.                  | P.d.                | M.    | B.    | P.d.  |
| 2019-2020             | Paris Saint-Germain   | Ligue 1               | 1           | 0           | 0           | 2               | 1               | 0               | -                 | -                 | -                 | C1                             | -                              | -                              | -                              | -                   | -                   | -                   | -                   | 3     | 1     | 0     |
| 2020-2021             | AS Saint-Étienne      | Ligue 1               | 34          | 2           | 5           | 1               | 0               | 0               | -                 | -                 | -                 | -                              | -                              | -                              | -                              | -                   | -                   | -                   | -                   | 35    | 2     | 5     |
| 2021-2022             | AS Saint-Étienne      | Ligue 1               | 35          | 0           | 4           | 3               | 0               | 0               | -                 | -                 | -                 | -                              | -                              | -                              | -                              | BR                  | 2                   | 0                   | 1                   | 40    | 0     | 5     |
| 2022-2023             | AS Saint-Étienne      | Ligue 2               | 2           | 0           | 0           | -               | -               | -               | -                 | -                 | -                 | -                              | -                              | -                              | -                              | -                   | -                   | -                   | -                   | 2     | 0     | 0     |
| Sous-total            | Sous-total            | Sous-total            | 71          | 2           | 9           | 4               | 0               | 0               | -                 | -                 | -                 | -                              | -                              | -                              | -                              | -                   | 2                   | 0                   | 1                   | 77    | 2     | 10    |
| 2022-2023             | FC Lorient            | Ligue 1               | 11          | 0           | 0           | 2               | 1               | 3               | -                 | -                 | -                 | -                              | -                              | -                              | -                              | -                   | -                   | -                   | -                   | 13    | 1     | 3     |
| 2023-2024             | Sunderland AFC        | Championship          | 28          | 2           | 2           | -               | -               | -               | -                 | -                 | -                 | -                              | -                              | -                              | -                              | -                   | -                   | -                   | -                   | 28    | 2     | 2     |
| 2024-2025             | Sunderland AFC        | Championship          | 8           | 0           | 1           | 1               | 0               | 1               | 1                 | 0                 | 0                 | -                              | -                              | -                              | -                              | -                   | -                   | -                   | -                   | 10    | 0     | 2     |
| Sous-total            | Sous-total            | Sous-total            | 36          | 2           | 3           | 1               | 0               | 1               | 1                 | 0                 | 0                 | -                              | -                              | -                              | -                              | -                   | -                   | -                   | -                   | 38    | 2     | 4     |
| 2024-2025             | Portsmouth FC (prêt)  | Championship          | 12          | 1           | 1           | -               | -               | -               | -                 | -                 | -                 | -                              | -                              | -                              | -                              | -                   | -                   | -                   | -                   | 12    | 1     | 1     |
| 2025-2026             | Aberdeen FC (prêt)    | Scottish Premiership  | -           | -           | -           | -               | -               | -               | -                 | -                 | -                 | -                              | -                              | -                              | -                              | -                   | -                   | -                   | -                   | 0     | 0     | 0     |
| Total sur la carrière | Total sur la carrière | Total sur la carrière | 131         | 5           | 13          | 9               | 2               | 4               | 1                 | 0                 | 0                 | -                              | -                              | -                              | -                              | -                   | 2                   | 0                   | 1                   | 143   | 7     | 18    |

## Palmarès

### En club
Avec le Paris Saint-Germain, il est champion de France en 2020.

### En sélection
Il remporte le tournoi de Toulon en 2022 avec l'équipe de France espoirs.